# Prosopium williamsoni
Prosopium williamsoni är en fiskart som först beskrevs av Girard, 1856.  Prosopium williamsoni ingår i släktet Prosopium och familjen laxfiskar. Inga underarter finns listade i Catalogue of Life.